# Кристенсен, Йоаким
Йоаким Кристенсен (дат. Joachim Christensen; род. 7 ноября 1978, Копенгаген) — датский боец смешанного стиля, представитель полутяжёлой весовой категории. Выступает на профессиональном уровне начиная с 2007 года, известен по участию в турнирах таких бойцовских организаций как UFC, ACB, M-1 Global и др. Владел титулом чемпиона шведской организации Superior Challenge, был чемпионом Германии по ММА в полутяжёлом весе.

## Биография
Йоаким Кристенсен родился 7 ноября 1978 года в Копенгагене. Прежде чем стать бойцом ММА, являлся военнослужащим датской армии, работал в социальной службе по исправлению трудных подростков. Серьёзно заниматься единоборствами начал в 2003 году.

### Начало профессиональной карьеры
Дебютировал в смешанных единоборствах на профессиональном уровне в мае 2007 года, выиграв у своего соперника с помощью удушающего приёма «треугольник». Дрался в различных небольших датских промоушенах, таких как Adrenaline, Fighter Gala, Royal Arena и др. Первое в карьере поражение потерпел в феврале 2010 года — единогласным решением судей от финна Юхи Сааринена.
В мае 2012 года на турнире M-1 Global в Москве встретился с россиянином Максимом Гришиным и по итогам трёх раундов уступил ему единогласным судейским решением.
В 2014 году выиграл по очкам у непобеждённого немца Штефана Пютца, завоевал вакантный титул чемпиона шведской организации Superior Challenge в полутяжёлом весе, впоследствии один раз защитил его. Также в ноябре 2015 года стал чемпионом Германии по ММА, отправив в нокаут немца Йонаса Билльштайна. Далее встретился с американцем Энтони Руисом на турнире в Абу-Даби и первом же раунде заставил его сдаться, поймав на рычаг локтя.

### Ultimate Fighting Championship
Имея в послужном списке тринадцать побед и только три поражения, Кристенсен привлёк к себе внимание крупнейшей бойцовской организации мира Ultimate Fighting Championship и в 2016 году подписал с ней эксклюзивный контракт. Дебютировал в октагоне в возрасте 37 лет в поединке с бразильцем Энрике да Силвой — во втором раунде попался на рычаг локтя и вынужден был сдаться.
В 2017 году техническим нокаутом выиграл у серба Бояна Михайловича, но затем проиграл досрочно россиянину Гаджимураду Антигулову и американцу Доминику Рейесу. На этом его сотрудничество с UFC закончилось.

### Absolute Championship Berkut
Покинув UFC, Кристенсен перешёл в российскую организацию Absolute Championship Berkut, где в дебютном поединке был нокаутирован Довлетджаном Ягшимурадовым.

## Статистика в профессиональном ММА
| Боёв 24  | Побед 15 | Поражений 9 |
| -------- | -------- | ----------- |
| Нокаутом | 5        | 3           |
| Сдачей   | 5        | 3           |
| Решением | 5        | 3           |

| Результат | Рекорд | Соперник               | Способ                     | Турнир                              | Дата             | Раунд | Время | Место                      | Примечание                                                     |
| --------- | ------ | ---------------------- | -------------------------- | ----------------------------------- | ---------------- | ----- | ----- | -------------------------- | -------------------------------------------------------------- |
| Поражение | 15–9   | Евгений Ерохин         | TKO (удары)                | MFP Parus Fight Championship        | 6 ноября 2021    | 1     | 4:34  | Дубай, ОАЭ                 | Бой за титул чемпиона MFP в полутяжёлом весе                   |
| Победа    | 15–8   | Милош Петрашек         | Решение большинства        | Oktagon 15                          | 9 ноября 2019    | 3     | 5:00  | Прага, Чешская республика  |                                                                |
| Поражение | 14–8   | Стефан Пуэтц           | Сдача (ручной треугольник) | German MMA Championship 19          | 23 марта 2019    | 2     | 4:50  | Мюнхен, Германия           | Бой за титул чемпиона GMC в полутяжёлом весе                   |
| Поражение | 14-7   | Довлетджан Ягшимурадов | KO (удары руками)          | ACB 75                              | 25 ноября 2017   | 1     | 1:14  | Штутгарт, Германия         |                                                                |
| Поражение | 14-6   | Доминик Рейес          | TKO (удары руками)         | UFC Fight Night: Chiesa vs. Lee     | 25 июня 2017     | 1     | 0:29  | Оклахома-Сити, США         |                                                                |
| Поражение | 14-5   | Гаджимурад Антигулов   | Сдача (удушение сзади)     | UFC 211                             | 13 мая 2017      | 1     | 2:21  | Даллас, США                |                                                                |
| Победа    | 14-4   | Боян Михайлович        | TKO (удары руками)         | UFC Fight Night: Rodríguez vs. Penn | 15 января 2017   | 3     | 2:05  | Финикс, США                |                                                                |
| Поражение | 13-4   | Энрике да Силва        | Сдача (рычаг локтя)        | UFC Fight Night: Lineker vs. Dodson | 1 октября 2016   | 2     | 4:47  | Портленд, США              |                                                                |
| Победа    | 13-3   | Энтони Руис            | Сдача (рычаг локтя)        | Abu Dhabi Warriors 4                | 24 мая 2016      | 1     | 4:47  | Абу-Даби, ОАЭ              |                                                                |
| Победа    | 12-3   | Йонас Билльштайн       | KO (удары руками)          | German MMA Championship 7           | 7 ноября 2015    | 1     | 0:58  | Кастроп-Рауксель, Германия | Выиграл титул чемпиона Германии по MMA в полутяжёлом весе.     |
| Победа    | 11-3   | Макс Нунес             | Раздельное решение         | Superior Challenge 12               | 16 мая 2015      | 3     | 5:00  | Мальмё, Швеция             | Защитил титул Superior Challenge в полутяжёлом весе.           |
| Победа    | 10-3   | Матти Макела           | Единогласное решение       | Superior Challenge 10               | 3 мая 2014       | 3     | 5:00  | Хельсингборг, Швеция       | Выиграл вакантный титул Superior Challenge в полутяжёлом весе. |
| Победа    | 9-3    | Штефан Пютц            | Единогласное решение       | European MMA 8                      | 22 февраля 2014  | 3     | 5:00  | Ховедстаден, Дания         |                                                                |
| Поражение | 8-3    | Маркус Вянттинен       | Единогласное решение       | Cage 23                             | 21 сентября 2013 | 3     | 5:00  | Вантаа, Финляндия          | Бой за титул чемпиона Cage в полутяжёлом весе.                 |
| Победа    | 8-2    | Матти Макела           | Единогласное решение       | Royal Arena 2                       | 31 августа 2012  | 3     | 5:00  | Копенгаген, Дания          |                                                                |
| Поражение | 7-2    | Максим Гришин          | Единогласное решение       | M-1 Challenge 32                    | 16 мая 2012      | 3     | 5:00  | Москва, Россия             |                                                                |
| Победа    | 7-1    | Войцех Антчак          | Сдача (удушение сзади)     | Royal Arena 1                       | 10 марта 2012    | 1     | 2:15  | Ховедстаден, Дания         |                                                                |
| Победа    | 6-1    | Пьер Жулье             | Сдача (треугольник руками) | Fighter Gala 23                     | 1 октября 2011   | 3     | 3:55  | Копенгаген, Дания          |                                                                |
| Победа    | 5-1    | Иван Глухак            | KO (удар рукой)            | Hard Fighting Championship 3        | 6 мая 2011       | 2     | 3:12  | Мартиньи, Швейцария        |                                                                |
| Победа    | 4-1    | Рован Толь             | TKO (удары руками)         | Fighter Gala 16                     | 2 октября 2010   | 1     | 4:55  | Хельсингёр, Дания          |                                                                |
| Поражение | 3-1    | Юха Сааринен           | Единогласное решение       | Adrenaline 4: The New Generation    | 13 февраля 2010  | 3     | 5:00  | Копенгаген, Дания          |                                                                |
| Победа    | 3-0    | Марек Пилар            | TKO (удары руками)         | Fighter Gala 9                      | 30 августа 2009  | 1     | 2:18  | Ховедстаден, Дания         |                                                                |
| Победа    | 2-0    | Михаэль Бендер         | Сдача (треугольник руками) | Adrenaline 2: Rise of the Champions | 12 апреля 2008   | 1     | 1:42  | Дания                      |                                                                |
| Победа    | 1-0    | Алекс Ландони          | Сдача (треугольник)        | Adrenaline 1: Feel the Rush         | 5 мая 2007       | 1     | 5:00  | Видовре, Дания             |                                                                |